# Kritjim
Kritjim (bulgariska: Кричим) är en ort i Bulgarien.   Den ligger i kommunen obsjtina Kritjim och regionen Plovdiv, i den centrala delen av landet, 120 km sydost om huvudstaden Sofia. Kritjim ligger 228 meter över havet och antalet invånare är 8 580.
Terrängen runt Kritjim är varierad. Runt Kritjim är det ganska glesbefolkat, med 50 invånare per kvadratkilometer.. Närmaste större samhälle är Pazardzjik, 20,0 km nordväst om Kritjim.
I omgivningarna runt Kritjim växer i huvudsak blandskog.